# Maribor Generals 2019
Questa voce raccoglie le informazioni riguardanti i Maribor Generals nelle competizioni ufficiali della stagione 2019.

## Roster
| Roster dei Maribor Generals (2019) |
| --- |
| Quarterback - 6 Karsten Opraus Running Back - 26 Domen Karničnik Wide Receiver - 28 Luka Lah - 16 Matija Marksl - 84 Miha Leskovar - 81 Vid Smrekar Tight End - 10 Luka Pršina TE/DE Offensive Linemen - 77 Aljaž Strašnik C/RT - 63 Martin Liber OL/DL - 79 Matjaž Brdnik - Tibor Babič - 65 Urban Brglez Defensive Linemen - 4 Filip Kverh DE/MLB - 66 Patrik Senekovič NT - 99 Rene Praviček DE Linebacker - 54 David Možič MLB/DE - 45 Tilen Brodnik - 58 Tim Farasin OLB - 27 Uroš Kociper LB/FB Defensive Back - 44 Amadej Komar - Anej Kukovič CB - Jasmin Lovrenčič S - 25 Kevin Tacer - 21 Lazar Stojanov CB Special Team Coaching staff Brad Jenkins (HC) |

## 1. Slovenska liga ameriškega nogometa 2019

### Stagione regolare
| Maribor 21 settembre 2019, ore 15:30 | Murska Sobota Storks | 12 – 18 (d.2t.s.) (0-6 0-0 6-0 0-0 6-6 0-6) | Maribor Generals | Športni Park Tabor |

| Rateče 28 settembre 2019 | Domžale Tigers | 26 – 8 | Maribor Generals | Nordijski center Planica |

| Bakovci 12 ottobre 2019 | Alp Devils | 14 – 27 | Maribor Generals | Nogometni Stadion |

### Playoff
| Domžale 23 novembre 2019, ore 19:00 | Domžale Tigers | 30 – 7 | Maribor Generals | Športni Park |

## AFL - Division II 2019

### Stagione regolare
| Maribor 23 marzo 2019, ore 14:00 | Maribor Generals | 21 – 27 (0-7 13-7 8-7 0-6) referto | Graz Giants 2 | Športni Park Tabor |

| Maribor 30 marzo 2019, ore 15:00 | Maribor Generals | 14 – 35 (0-7 14-7 0-14 0-7) referto | Salzburg Ducks | Športni Park Tabor |

| Domžale 22 aprile 2019, ore 15:00 | Domžale Tigers | 50 – 34 (14-6 6-6 22-22 8-0) referto | Maribor Generals | Športni Park |

| Maribor 28 aprile 2019, ore 15:00 | Maribor Generals | 14 – 28 (0-7 7-0 7-21 0-0) referto | Styrian Hurricanes | Športni Park Tabor |

| Voitsberg 11 maggio 2019, ore 15:00 | Styrian Hurricanes | 44 – 0 (6-0 10-0 21-0 7-0) referto | Maribor Generals | Hans Blümel Stadion |

| Graz 19 maggio 2019, ore 15:00 | Graz Giants 2 | 29 – 21 (0-0 15-0 14-7 0-14) referto | Maribor Generals | Stadion Eggenberg |

| Oberalm 2 giugno 2019, ore 14:00 | Salzburg Ducks | 69 – 19 (27-13 28-6 0-0 14-0) referto | Maribor Generals | 1. Oberalmer Sportverein |

| Maribor 23 giugno 2019, ore 15:00 | Maribor Generals | 7 – 53 (0-24 7-29 0-0 0-0) referto | Domžale Tigers | Športni Park Tabor |

## Statistiche di squadra
| Competizione      | %Vittorie | In casa | In casa | In casa | In casa | In casa | In casa | In trasferta | In trasferta | In trasferta | In trasferta | In trasferta | In trasferta | Totale | Totale | Totale | Totale | Totale | Totale |
| Competizione      | %Vittorie | G       | V       | N       | P       | Pf      | Ps      | G            | V            | N            | P            | Pf           | Ps           | G      | V      | N      | P      | Pf     | Ps     |
| ----------------- | --------- | ------- | ------- | ------- | ------- | ------- | ------- | ------------ | ------------ | ------------ | ------------ | ------------ | ------------ | ------ | ------ | ------ | ------ | ------ | ------ |
| Stagione regolare | .667      | 0       | 0       | 0       | 0       | 0       | 0       | 3            | 2            | 0            | 1            | 53           | 52           | 3      | 2      | 0      | 1      | 53     | 52     |
| Playoff           | .000      | 0       | 0       | 0       | 0       | 0       | 0       | 1            | 0            | 0            | 1            | 7            | 30           | 1      | 0      | 0      | 1      | 7      | 30     |
| Stagione regolare | .000      | 4       | 0       | 0       | 4       | 56      | 143     | 4            | 0            | 0            | 4            | 74           | 191          | 8      | 0      | 0      | 8      | 130    | 334    |
| Totale            | .167      | 4       | 0       | 0       | 4       | 56      | 143     | 8            | 2            | 0            | 6            | 134          | 273          | 12     | 2      | 0      | 10     | 190    | 416    |